# Dilong
Dilong (što znači "carski zmaj") je rod malenih, tiranosauroidnih dinosaura. Jedina poznata vrsta je Dilong paradoxus. Potiče iz ranokredskih stijena formacije Yixian blizu Lujiatuna, Beipiao, u zapadnoj provinciji Liaoning u Kini. Živio je prije oko 130 milijuna godina. Opisali su ga Xu Xing i kolege 2004. godine.
Naziv potiče od kineskog 帝 dì, što znači "car" i 龙/龍 lóng, što znači "zmaj". "Di", "car", odnosi se na povezanost ove životinje s T-rexom, "kraljem dinosaura". "Long" se u davanju naziva kineskim dinosaurima koristi slično kao latinski -saur(us) na zapadu. Drugi dio naziva, paradoxus, potiče od latinizacije starogrčkog παράδοξον, što znači "protiv dobivene mudrosti".

## Opis
Nomenklaturalni tip je IVPP 14243, gotovo potpuni, djelomično artikulirani lubanja i skelet. U dodatni materijal spadaju i IVPP 1242, gotovo potpuna lubanja i presakralni kralješci, TNP01109, nepotpuna lubanja, i IVPP V11579, još jedna lubanja koja možda pripada vrsti D. paradoxus ili nekoj srodnoj vrsti. Nomenklaturalni tip Dilonga bio je dug oko 1,6 m, ali smatra se da je bio mladunac i da je bio dug oko 2 m u odrasloj dobi.

### Perje
Dilong paradoxus je bio pokriven jednostavnim perjem ili protoperjem. Perje je pronađeno na fosiliziranim otiscima kože blizu čeljusti i repa. Nije bilo identično perju kod današnjih ptica i najvjerojatnije je služilo za zadržavanje topline, s obzirom na to da nije moglo služiti za let. Odrasli tiranosauri pronađeni u Alberti i Mongoliji imaju otiske kože koji pokazuju bobičaste krljušti tipične za druge dinosaure. Xu et al. (2004.) su spekulirali da su tiranosauroidi možda imali nejednaku pokrivenost perjem na raznim dijelovima tijela - možda pomiješane krljušti i perje. Također su spekulirali da je perja bilo manje što je životinja bila veća - mladunci su možda bili pokriveni paperjem i gubili ga tijekom odrastanja, zato što su postajali veći i ono im više nije bilo potrebno za održavanje toplote.

## Klasifikacija
Kada je rod Dilong prvi put opisan, smatrao se jednim od prvih i najprimitivnijih pripadnika Tyrannosauroidea, grupe u koju su spadali i veći i napredniji oblici kao što je Tyrannosaurus rex. Barem jedna sljedeća istraga, koju su proveli Turner i kolege 2007. godine, reanalizirala je srodnost između celurosaura (uključujući i Dilonga) i otkrila je da on nije bio tiranosauroid. Umjesto toga, stavili su Dilonga dva mjesta iznad tiranosauroida; naprednijeg od roda Coelurus, ali primitivnijeg od Compsognathidae. Međutim, druga istraživanja su pokazala da je Dilong bio tiranosauroid, a neka (poput Carr & Williamson 2010.) dokazala su da Dilong spada unutar Tyrannosauroidea, a ne među naprednije celurosaure.

## Vanjske poveznice
- Originalni Nature članak kao PDF
- New Scientist članak
- Nature članak
- Postavljeni skelet Dilonga  Arhivirana inačica izvorne stranice od 29. srpnja 2020. (Wayback Machine)